# 巴彦塔拉达斡尔民族乡
巴彦塔拉达斡尔民族乡是中华人民共和国内蒙古自治区呼伦贝尔市鄂温克族自治旗下辖的一个民族乡。

## 行政区划
巴彦塔拉达斡尔民族乡下辖以下村级行政区划单位：
巴彦布拉尔嘎查、巴彦诺尔嘎查、巴彦朝格嘎查、巴彦温都尔嘎查、巴彦伊兰嘎查和巴彦纳文嘎查。